# Ecobus (Tafí Viejo)
La Línea Ecobus es un servicio de transporte público de Tafí Viejo, Tucumán, Argentina. Esta es operada por la Municipalidad homónima y conecta las localidades de Tafí Viejo, Nueva Esperanza, Los Pocitos y Lomas de Tafí del Departamento Tafí Viejo.
El servicio fue inaugurado el 16 de noviembre de 2020 por el intendente Javier Noguera, siendo impulsado mediante biodiésel y contando con 6 unidades. 

## Recorrido

### Línea A[3][4]
San Juan, Vélez Sarsfield, Uttinger, Av. Sáenz Peña, Alsina, Rivadavia, Junín, Maipú, Av. Independencia, 24 de septiembre, Chazarreta, Av. Constitución, Marco Avellaneda, Av. Roca, Av. Sáenz Peña, Tucumán, Congreso, Av. Roca, Ruta provincial 314, Colectora Norte, Bº UTA, Colectora Sur, Av. Juan Manuel Raya, Martin Blanco, Av. Raúl Alfonsín, Av. Francisco Jaldo, Av. Mercedes Sosa, Colectora Norte, Leopoldo Lugones, Campaña del Desierto, Av. Bartolomé Mitre, Av. Virgen Generala, Leopoldo Lugones, 13 de junio, Colectora Norte, Av. Mercedes Sosa, Av. Francisco Jaldo, Av. Alfonsín, Tambor de Tacuarí, Av. Raya, Colectora Sur, Ruta provincial 314, Chazarreta, Osvaldo Costello, Av. Independencia, Av. Constitución, Marco Avellaneda, Av. Roca, Av. Perú, 9 de julio, Monteagudo, Paysandú, Muñecas, Lamadrid, Santa Fe, Av. Oeste, San Juan.

### Línea B[5][6]
Barrio Policial 4, Vélez Sarsfield, Barrio Tafí 1, Av. Roca, Calle Las Rosas, Barrio Tafí 1, Calle Las Rosas, Av. Roca, 9 de Julio, Sargento Cabral, La Paz y José Colombres, Barrio Policial 4, Barrio Tafí 1, Av. Roca, Presidente Perón, Barrio Tafí 1, Ruta 315, Vélez Sarsfield, Av. Perú, Barrio Policial 4, La Paz, Sargento Cabral, Pedro Miguel Araoz, Laprida, Congreso, Av. Roca, Av. Constitución, Barrio Tafí 1.

## Lugares de Interés
- Mercado Municipal Tafí Viejo
- Club Villa Mitre
- Policlínica Mercedes Serrano